# Pieter Dirkszoon Keyser
Pieter Dirkszoon Keyser, también conocido por su nombre latinizado, Petrus Theodori (Emden, 1540- septiembre de 1596) fue un navegante y explorador neerlandés del siglo XVI, que por solicitud del astrónomo y cartógrafo Petrus Plancius, y junto a su compatriota, Frederick de Houtman, contribuyó a trazar el mapa celestial del hemisferio sur. Entre sus aportaciones se cuentan doce constelaciones que aún están entre las 88 constelaciones modernas.

## Biografía
Después de haber realizado varios viajes a Brasil, Keyser habría participado como primer piloto y navegante jefe de la primera travesía neerlandesa a las Indias Orientales (las Eerste Schipvaart), que partió de Texel, con cuatro barcos el 2 de abril de 1595. Había sido específicamente entrenado por Petrus Plancius para cartografiar el mapa de las estrellas del sur. Cuando el 13 de septiembre la flota finalmente fue capaz de obtener nuevos suministros en Madagascar, 71 de los 248 marineros habían muerto, la mayoría de escorbuto. La tripulación superviviente permaneció durante varios meses en la isla, para recuperarse y hacer las reparaciones necesarias en los barcos, momento en el que Keyser probablemente hizo la mayoría de sus observaciones astronómicas. Fue ayudado en esto por Frederick de Houtman y Vechter Willemsz. Después de salir de Madagascar, a la flota le llevó cuatro meses (febrero-junio de 1596) hasta llegar a Sumatra y, por último, la ciudad de Bantam en la isla de Java. Las negociaciones comerciales se echaron a perder, tal vez por instigación de los portugueses, tal vez por inexperiencia. La tripulación se vio obligada a encontrar agua potable y otros suministros en Sumatra a través del estrecho de Sonda, en cuyo cruce al parecer murió Keyser. El 14 de agosto de 1597, solamente 81 sobrevivientes lograron regresar a Texel, incluyendo a Houtman, que probablemente entregó las observaciones de Keyser a Plancius. 

## Constelaciones meridionales

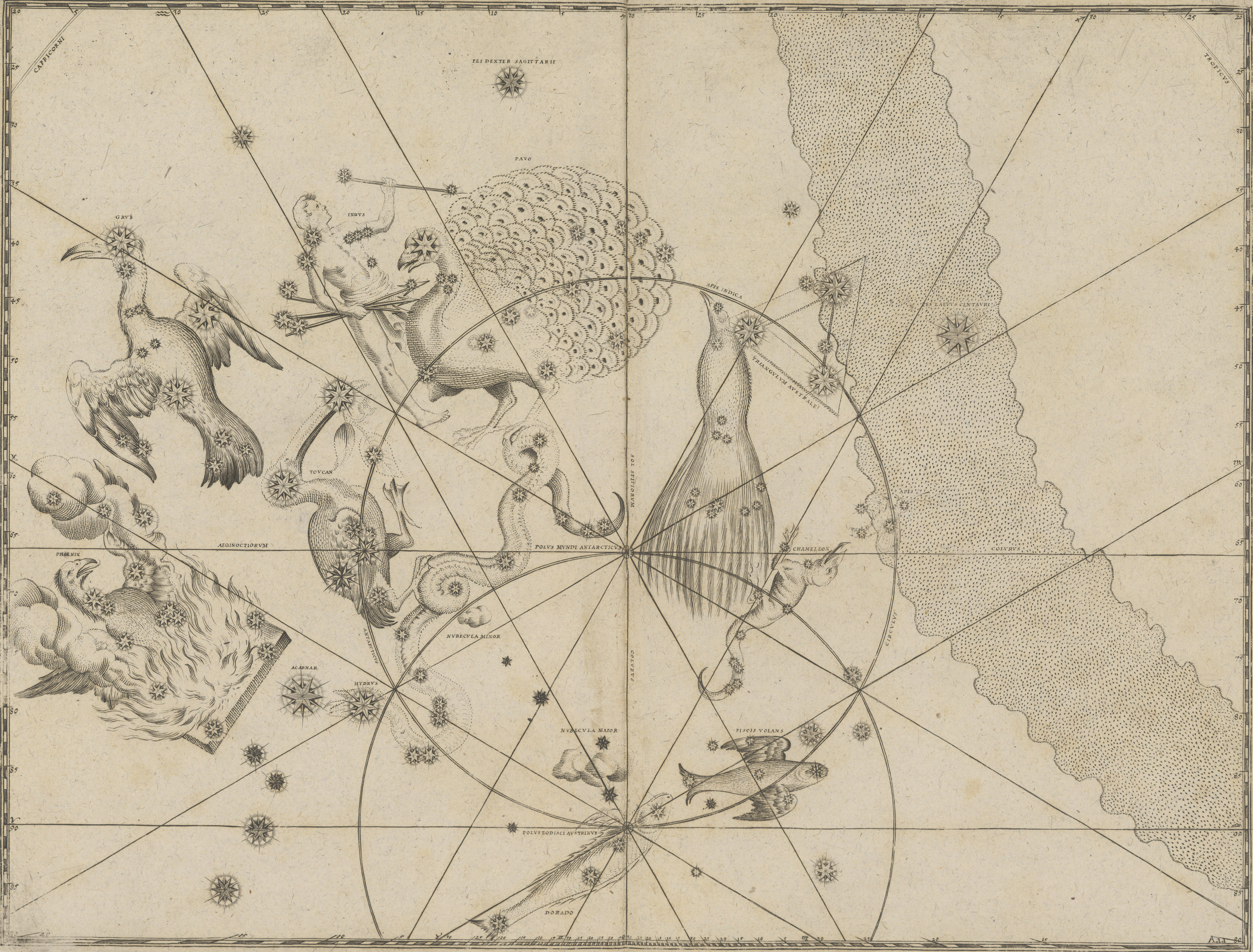
Grabado de Uranometria correspondiente a la constelación de Apus, el ave del Paraíso, una de las 12 nuevas constelaciones meridionales observadas por Keyser-Houtman (cortesía del Departamento de Historia de las Ciencias de la Universidad de Oklahoma).

Con las observaciones de Keyser y Houtman, Petrus Plancius creó doce nuevas constelaciones del cielo meridional que han sido aceptadas como constelaciones modernas. La mayoría fueron nombradas en reconocimiento a algunos animales que los exploradores del siglo XVI se habían encontrado (por ejemplo, ave del paraíso, camaleón, tucán, pez volador). Fueron publicadas sobre el globo celeste de Plancius de finales de 1597, que fue publicado por Jodocus Hondius. Willem Janszoon Blaeu copió estas constelaciones en un globo de 1602 y creó un nuevo globo en 1603, basándose en las observaciones de Frederick de Houtman durante un segundo viaje a las Indias Orientales. Johann Bayer copió en 1603 las constelaciones meridionales desde un globo Plancius/Hondius en su atlas estelar Uranometria, dando el crédito de la cartografía a un «Petrus Theodori», pero sin el reconocimiento a su publicación anterior, y es por ello a menudo erróneamente acreditado. 
Las doce nuevas constelaciones recogidas por Pieter Dirkszoon Keyser y Frederick de Houtman entre 1595 y 1597 fueron las siguientes:
- Apus, el ave del Paraíso;
- Chamaeleon, el camaleón;
- Dorado, el pez dorado;
- Grus, la grulla;
- Hydrus, la hydra macho;
- Indus, el indio americano;
- Musca, la mosca;
- Pavo;
- Phoenix, el ave fénix;
- Triangulum Australe, el triángulo del sur (algunos acreditan la creación de esta constelación al también navegante italiano Américo Vespucio en 1503);
- Tucana, el tucán;
- Volans, el pez volador.

## Reconocimientos
Keyser es conmemorado por un asteroide, (10655) Pietkeyser.